# Лалан-Арке
Лала́н-Арке́ (фр. Lalanne-Arqué) — коммуна во Франции, находится в регионе Юг — Пиренеи. Департамент — Жер. Входит в состав кантона Масёб. Округ коммуны — Миранд.
Код INSEE коммуны — 32185.

## География

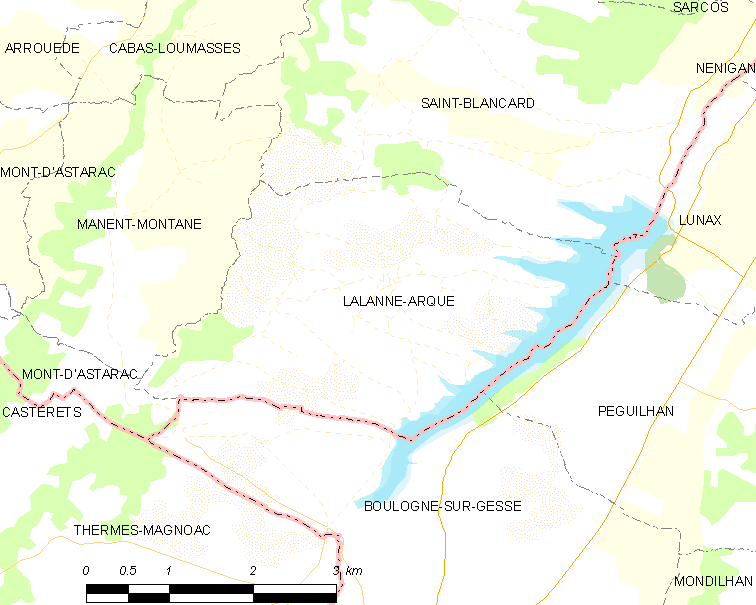
Карта коммуны

Коммуна расположена приблизительно в 630 км к югу от Парижа, в 75 км юго-западнее Тулузы, в 36 км к югу от Оша.
На востоке коммуны расположено озеро Жимон.

## Климат
Климат умеренно-океанический. Лето жаркое и немного дождливое, температура часто превышает 35 °С. Зимой часто бывает отрицательная температура и ночные заморозки. Годовое количество осадков — 700—900 мм.

## Население
Население коммуны на 2010 год составляло 136 человек.
| 1962 | 1968 | 1975 | 1982 | 1990 | 1999 | 2010 |
| ---- | ---- | ---- | ---- | ---- | ---- | ---- |
| 200  | 204  | 171  | 175  | 167  | 161  | 136  |

## Администрация
| Период | Период | Фамилия       | Партия                   | Примечания |
| ------ | ------ | ------------- | ------------------------ | ---------- |
| 2001   | 2008   | Пьер Эскорсак | Радикальная левая партия |            |
| 2008   | 2020   | Тьерри Бонне  |                          |            |

## Экономика
В 2010 году среди 69 человек трудоспособного возраста (15-64 лет) 51 были экономически активными, 18 — неактивными (показатель активности — 73,9 %, в 1999 году было 69,0 %). Из 51 активных жителей работали 47 человек (26 мужчин и 21 женщина), безработных было 4 (1 мужчина и 3 женщины). Среди 18 неактивных 2 человека были учениками или студентами, 9 — пенсионерами, 7 были неактивными по другим причинам.

## Фотогалерея

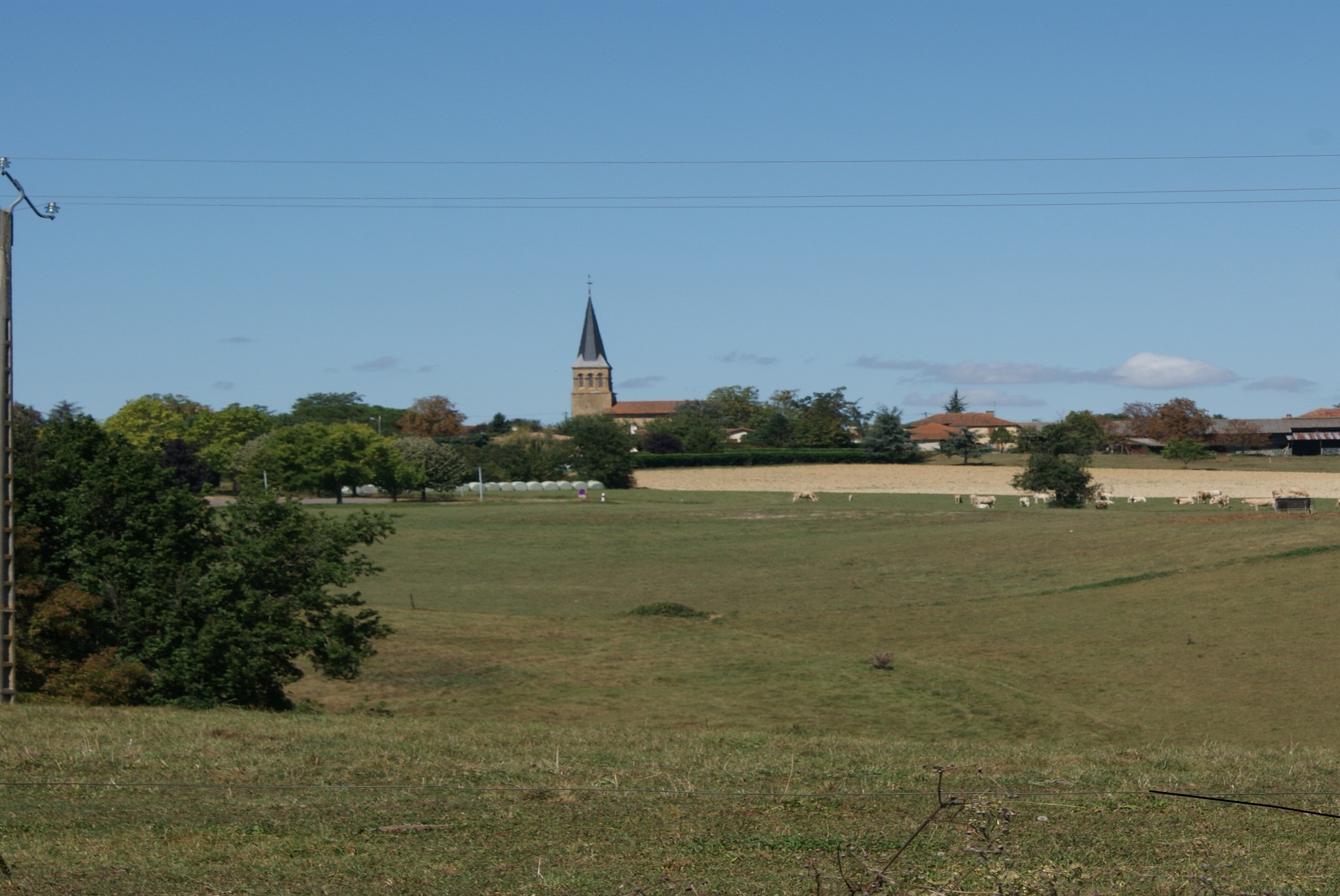
Лалан-Арке
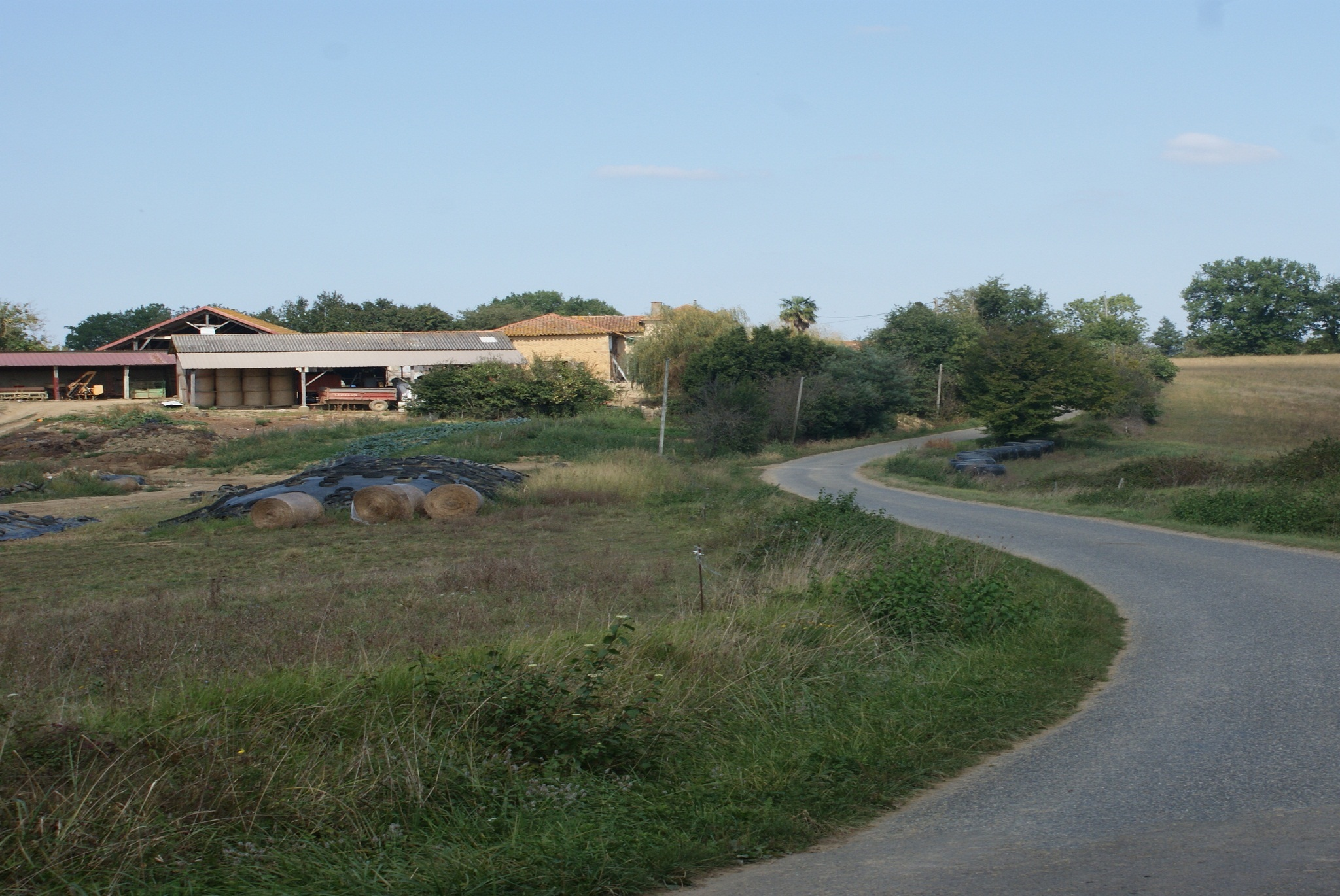
Лалан-Арке
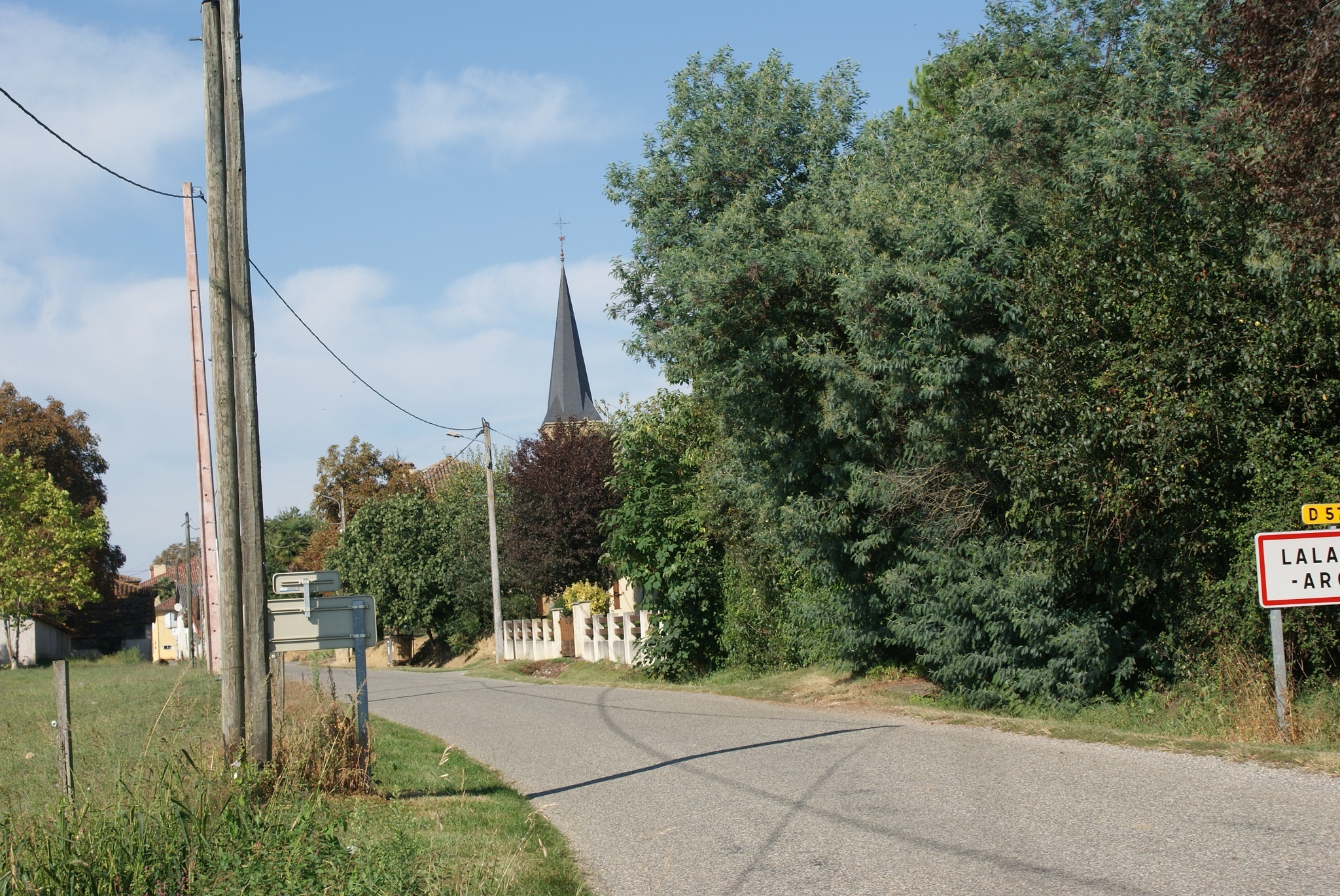
Въезд в Лалан-Арке
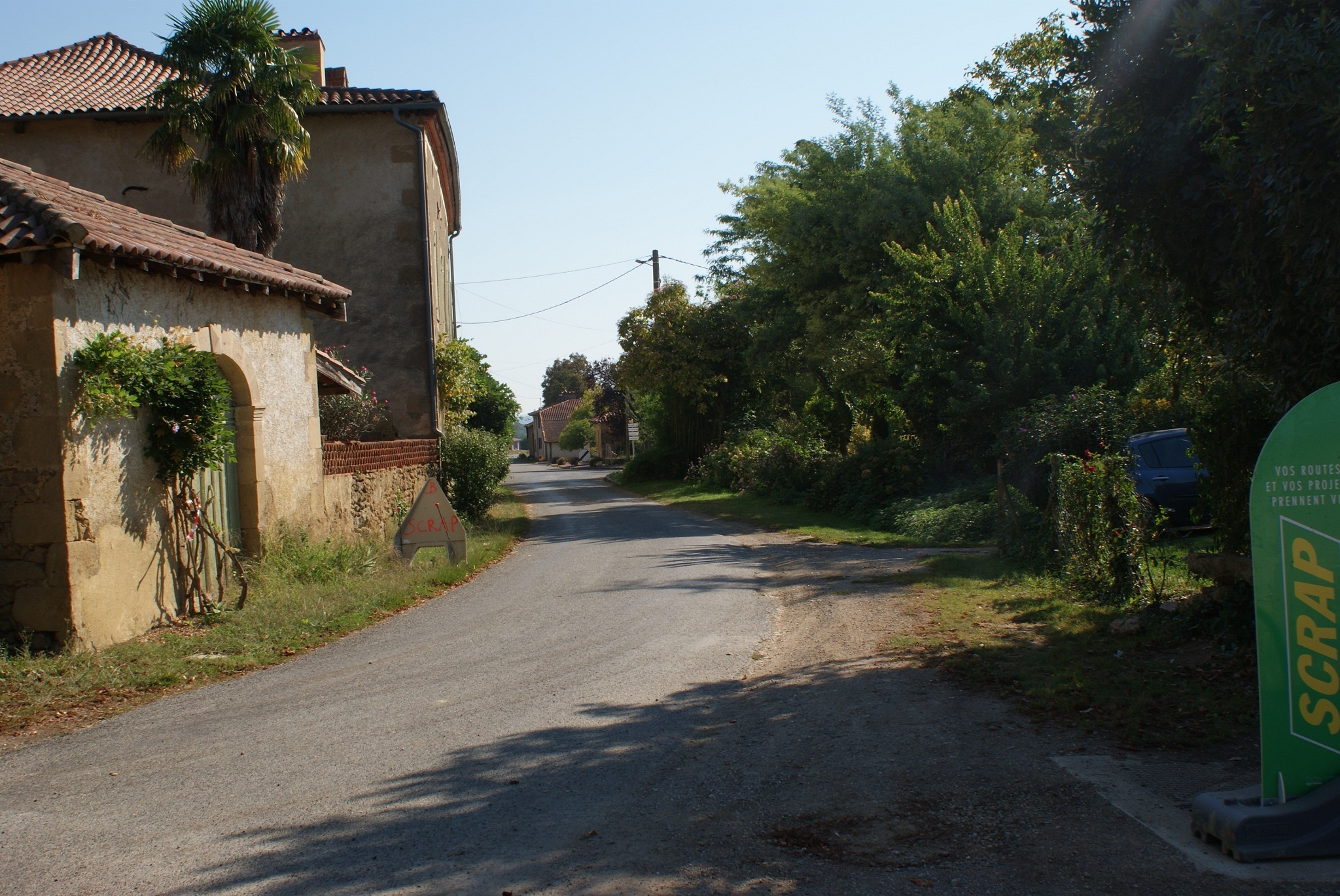
Лалан-Арке
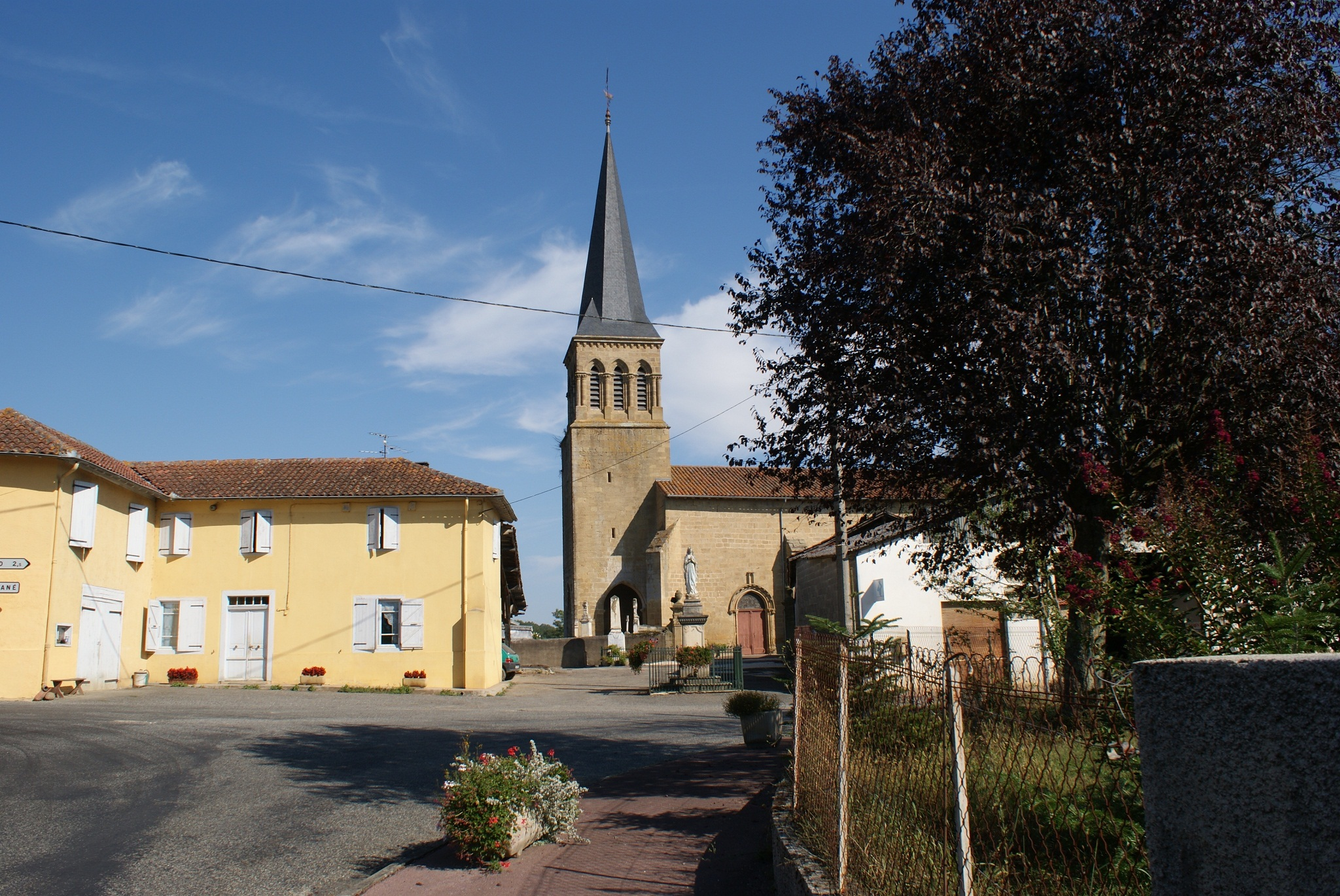
Церковь